# Мирослава Мира Глишић
Мирослава Мира Глишић (Београд, 18. септембар 1918 — Бреша, 7. август 1965) била је српска сликарка костимограф. Током каријере урадила је костиме и више сценографија за преко 60 драмских представа и 24 играна филма, укључујући Три Александра Саше Петровића и Сибирска Леди Магбет Анджеја Вајде. Била је један од оснивача Југословенског драмског позоришта у Београду и југословенска модна икона и дизајнерка 1950-их и '60-их. Добитница је највиших признања као сликарка костима: Награде Стеријиног позорја за костиме у комаду Чисте руке књижевника Јована Христића, чија ће друга супруга касније бити њена кћерка, архитекта Милана Глишић, као и Октобарске награде града Београда. Након трагичне смрти у саобраћајној несрећи у Италији, из које се враћала током рада на једној филмској копродукцији, сахрањена је у Алеји великана у Београду, где и данас почива. Има унуке Ивану, Марка и Јакова Кроњу и праунуку Милу.

## Биографија
Сликарство је студирала код Петра Добровића и Јована Бијелића. Радила је као сликар костима у Народном позоришту у Београду од 1940. и Југословенском фдрамском позоришту у Београду од његовог оснивања 1947. Поред позоришних костима, радила је костиме за више од 25 послератних филмова.
Добила је Октобарску награду Београда 1963. за костим и сценографију комада Игра љубави и случаја. Значајна костимографска решења остварила је и за: Школа оговарања (1948), Пера Сегединац (1950), Краљ Лир (1952), Дон Карлос (1955), Лукреција (1957, костими и сценографија), Заљубљени у пет наранџи (1959), Отело (1961).
Погинула је 7. авгута 1965. у саобраћајној незгоди, код Бреше, када је њен аутомобил Фијат 1300, ударио камион. Кремирана је, а њена урна је положена у Алеји заслужних грађана на Новом гробљу у Београду (прва је особа која је сахрањена у овој Алеји).